# Оксид-гексаформиат бериллия
Оксид-гексаформиат бериллия — неорганическое соединение, 
основная соль металла бериллия и муравьиной кислоты с формулой Be4O(HCOO)6,
бесцветные кристаллы.

## Получение
- Действие муравьиной кислоты на гидроксид бериллия:

{\displaystyle {\mathsf {4Be(OH)_{2}+6HCOOH\ {\xrightarrow {}}\ Be_{4}O(HCOO)_{6}+3H_{2}O}}}

## Физические свойства
Оксид-гексаформиат бериллия образует бесцветные кристаллы.
В вакууме легко возгоняется.
Хорошо растворяется в органических растворителях, например в хлороформе и петролейном эфире.

## Применение
- Используется в очистке бериллия перегонкой и экстрагированием.